# Europese keuken

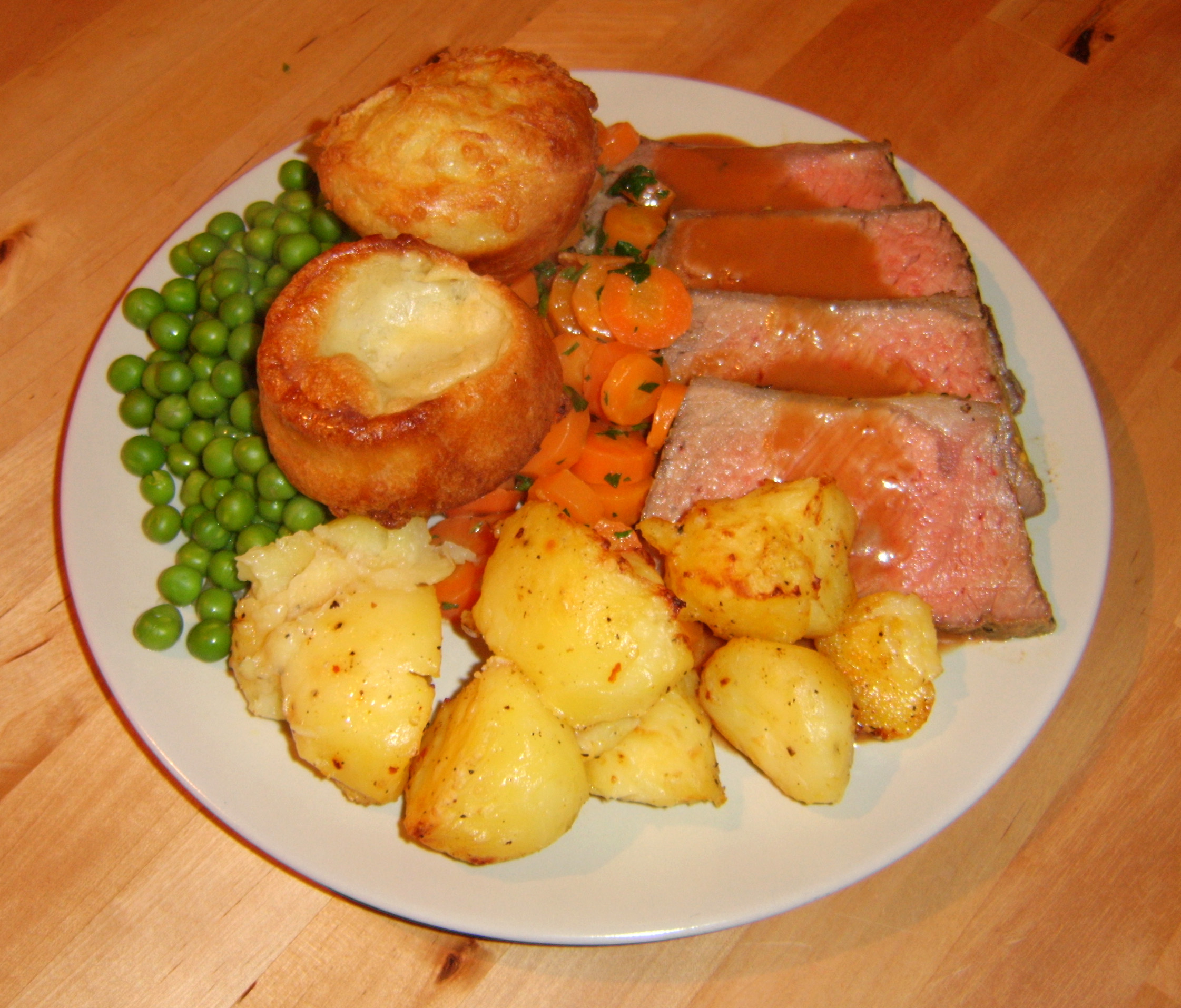
Een Engels gerecht

De Europese keuken omvat de keukens uit de verschillende landen van Europa.
De Europese keuken volgt meestal een maaltijdstramien van voorgerecht of soep, hoofdgerecht en dessert. De eerste twee gangen zijn meestal zout getint, de laatste is een zoete. De belangrijkste leveranciers van koolhydraten zijn granen, in de vorm van brood, gekookte of gebakken rijst en diverse aardappelbereidingen. De keuken is sterk beïnvloed door de verschillende christelijke religies en vlees wordt meestal gezien als de belangrijkste component van een maaltijd.
De Europese keukens hebben ook de keukens van Noord-Amerika en Australië/Nieuw-Zeeland beïnvloed, die voor een deel gebaseerd zijn op de middeleeuwse en renaissancekeuken uit Europa en de gerechten en opdeling van maaltijden zijn nog steeds zeer gelijkend.

## West-Europese keuken
- - Nederlandse keuken
  - Belgische keuken
  - Britse keuken
    - Engelse keuken
    - Schotse keuken

  - Duitse keuken
  - Ierse keuken

## Noord-Europese keuken
- - Deense keuken
  - IJslandse keuken
  - Noorse keuken
  - Zweedse keuken
  - Finse keuken
  - Estse keuken
  - Letse keuken
  - Litouwse keuken

## Oost-Europese keuken
- - Armeense keuken
  - Azerbeidzjaanse keuken
  - Georgische keuken
  - Russische keuken (zie ook Sovjet-keuken)

## Centraal-Europese keuken
- - Hongaarse keuken
  - Bulgaarse keuken
  - Oostenrijkse keuken
  - Poolse keuken
  - Roemeense keuken
  - Servische keuken
  - Zwitserse keuken

## Zuid-Europese keuken
- - Mediterrane keuken
  - Italiaanse keuken
  - Franse keuken
  - Spaanse keuken
  - Portugese keuken
  - Griekse keuken
  - Kosovaarse keuken
  - Kroatische keuken